# Bernard Parent (hockey sur glace)
Pour les articles homonymes, voir Bernard Parent et Parent.
Temple de la renommée : 1984
Bernard Marcel Parent, dit Bernie, (né le 3 avril 1945 à Montréal, dans la province de Québec, au Canada) est un joueur professionnel de hockey sur glace,,.

## Carrière
Surtout connu comme gardien de but des Flyers de Philadelphie de la Ligue nationale de hockey durant les années 1970, Bernie Parent apprend à patiner seulement vers l'âge de 11 ans et laisse son équipe encaisser plus de 20 buts à son premier match.
Il débute dans les rangs professionnels avec les Bruins de Boston. Après deux saisons, il est échangé via le repêchage intra-ligue aux Flyers en 1967. Il est échangé aux Maple Leafs de Toronto en 1971. Il quitte l'équipe pour joindre une nouvelle association de hockey, l'Association mondiale de hockey (AMH), jouant pour les Blazers de Philadelphie. Il réintègre la LNH en 1973 et est échangé par Toronto aux Flyers. Faisant maintenant partie des Broad Street Bullies, Parent devient une vedette et permet à Philadelphie de gagner la Coupe Stanley deux années consécutives, en 1974 et 1975. Ces deux années, il gagne le trophée Vézina et le trophée Conn-Smythe comme joueur le plus utile des séries éliminatoires.
Une blessure à l'œil met un terme à sa carrière à l'âge de 34 ans et Parent se retire de la compétition en 1979. Il est alors assigné à un poste de soutien aux jeunes gardiens comme son ancien coéquipier, Jacques Plante.

## Hommages et palmarès
- Champion de la Coupe Mémorial en 1965;
- A évolué aux matchs des étoiles de la Ligue nationale de hockey en 1969, 1970, 1974, 1975 et en 1977;
- Membre de la deuxième équipe d'étoiles de l'Association mondiale de hockey de 1973;
- Membre de la première équipe d'étoiles de la Ligue nationale de hockey en 1974 et 1975;
- Récipiendaire du Trophée Vézina en 1974 et 1975;
- Champions de la Coupe Stanley en 1974 et en 1975;
- Récipiendaire du Trophée Conn-Smythe en 1974 et 1975;
- Son numéro 1 a été retiré par les Flyers de Philadelphie, le 11 octobre 1979;
- Il a été intronisé au Temple de la renommée du hockey en 1984;
- Il a été intronisé au Temple de la renommée de Philadelphie de 2004
- Nommé parmi les 100 plus grands joueurs de la LNH à l'occasion du centenaire de la ligue[5] en 2017

## Statistiques
| Saison     | Équipe                  | Ligue          |     | Saison régulière | Saison régulière | Saison régulière | Saison régulière | Saison régulière | Saison régulière | Saison régulière | Saison régulière | Saison régulière | Saison régulière |    | Séries éliminatoires | Séries éliminatoires | Séries éliminatoires | Séries éliminatoires | Séries éliminatoires | Séries éliminatoires | Séries éliminatoires | Séries éliminatoires | Séries éliminatoires | Séries éliminatoires |
| Saison     | Équipe                  | Ligue          | PJ  | V                | D                | Pr/N             | Min              | BC               | Moy              | % Arr            | Bl               | Pun              | PJ               | V  | D                    | N                    | Min                  | BC                   | Moy                  | % Arr                | Bl                   | Pun                  |                      |                      |
| 1962-1963  | Rosemount Raiders       | QJHL           |     |                  |                  |                  |                  |                  |                  |                  |                  |                  |                  |    |                      |                      |                      |                      |                      |                      |                      |                      |                      |                      |
| 1963-1964  | Flyers de Niagara Falls | AHO            | 28  |                  |                  |                  |                  |                  | 2,86             |                  | 4                |                  | 4                | 0  | 4                    | 0                    |                      |                      | 6,5                  |                      | 0                    |                      |                      |                      |
| 1964-1965  | Flyers de Niagara Falls | OHA-Jr         | 34  |                  |                  |                  |                  |                  | 2,58             |                  | 2                |                  | 8                | 6  | 2                    | 0                    |                      |                      | 1,86                 |                      | 1                    |                      |                      |                      |
| 1964-1965  | Flyers de Niagara Falls | Coupe Memorial |     |                  |                  |                  |                  |                  |                  |                  |                  |                  | 13               | 10 | 2                    | 0                    |                      |                      |                      |                      | 2                    |                      |                      |                      |
| 1965-1966  | Bruins de Boston        | LNH            | 39  | 11               | 20               | 3                |                  |                  | 3,69             |                  | 1                |                  |                  |    |                      |                      |                      |                      |                      |                      |                      |                      |                      |                      |
| 1965-1966  | Blazers d'Oklahoma City | LCPH           | 3   | 1                | 1                | 1                |                  |                  | 3,67             |                  | 0                |                  |                  |    |                      |                      |                      |                      |                      |                      |                      |                      |                      |                      |
| 1966-1967  | Bruins de Boston        | LNH            | 18  | 4                | 12               | 2                |                  |                  | 3,64             |                  | 0                |                  |                  |    |                      |                      |                      |                      |                      |                      |                      |                      |                      |                      |
| 1966-1967  | Blazers d'Oklahoma City | LCPH           | 14  | 10               | 4                | 0                |                  |                  | 2,7              |                  | 4                |                  |                  |    |                      |                      |                      |                      |                      |                      |                      |                      |                      |                      |
| 1967-1968  | Flyers de Philadelphie  | LNH            | 38  | 16               | 17               | 5                |                  |                  | 2,48             |                  | 4                |                  | 5                | 2  | 3                    |                      |                      |                      | 1,35                 |                      | 0                    |                      |                      |                      |
| 1968-1969  | Flyers de Philadelphie  | LNH            | 58  | 17               | 23               | 16               |                  |                  | 2,69             |                  | 1                |                  | 3                | 0  | 3                    |                      |                      |                      | 4                    |                      | 0                    |                      |                      |                      |
| 1969-1970  | Flyers de Philadelphie  | LNH            | 62  | 13               | 29               | 20               |                  |                  | 2,79             |                  | 3                |                  |                  |    |                      |                      |                      |                      |                      |                      |                      |                      |                      |                      |
| 1970-1971  | Flyers de Philadelphie  | LNH            | 30  | 9                | 12               | 6                |                  |                  | 2,76             |                  | 2                |                  |                  |    |                      |                      |                      |                      |                      |                      |                      |                      |                      |                      |
| 1970-1971  | Maple Leafs de Toronto  | LNH            | 18  | 7                | 7                | 3                |                  |                  | 2,65             |                  | 0                |                  | 4                | 2  | 2                    |                      |                      |                      | 2,3                  |                      | 0                    |                      |                      |                      |
| 1971-1972  | Maple Leafs de Toronto  | LNH            | 47  | 17               | 18               | 9                |                  |                  | 2,56             |                  | 3                |                  | 4                | 1  | 3                    |                      |                      |                      | 3,21                 |                      | 0                    |                      |                      |                      |
| 1972-1973  | Blazers de Philadelphie | AMH            | 63  | 33               | 28               | 0                |                  |                  | 3,61             |                  | 2                |                  | 1                | 0  | 1                    | 0                    |                      |                      | 2,57                 |                      | 0                    |                      |                      |                      |
| 1973-1974  | Flyers de Philadelphie  | LNH            | 73  | 47               | 13               | 12               |                  |                  | 1,89             |                  | 12               |                  | 17               | 12 | 5                    |                      |                      |                      | 2,02                 |                      | 2                    |                      |                      |                      |
| 1974-1975  | Flyers de Philadelphie  | LNH            | 68  | 44               | 14               | 10               |                  |                  | 2,03             |                  | 12               |                  | 15               | 10 | 5                    |                      |                      |                      | 1,89                 |                      | 4                    |                      |                      |                      |
| 1975-1976  | Flyers de Philadelphie  | LNH            | 11  | 6                | 2                | 3                |                  |                  | 2,34             |                  | 0                |                  | 8                | 4  | 4                    |                      |                      |                      | 3,38                 |                      | 0                    |                      |                      |                      |
| 1976-1977  | Flyers de Philadelphie  | LNH            | 61  | 35               | 13               | 12               |                  |                  | 2,71             |                  | 5                |                  | 3                | 0  | 3                    |                      |                      |                      | 3,9                  |                      | 0                    |                      |                      |                      |
| 1977-1978  | Flyers de Philadelphie  | LNH            | 49  | 29               | 6                | 13               |                  |                  | 2,22             |                  | 7                |                  | 12               | 7  | 5                    |                      |                      |                      | 2,74                 |                      | 0                    |                      |                      |                      |
| 1978-1979  | Flyers de Philadelphie  | LNH            | 36  | 16               | 12               | 7                |                  |                  | 2,7              |                  | 4                |                  |                  |    |                      |                      |                      |                      |                      |                      |                      |                      |                      |                      |
| Totaux LNH | Totaux LNH              | Totaux LNH     | 608 | 271              | 198              | 121              |                  |                  | 2,55             |                  | 54               |                  | 71               | 38 | 33                   |                      |                      |                      | 2,43                 |                      | 6                    |                      |                      |                      |